# Distretto di Ahmednagar
Il distretto di Ahmednagar è un distretto del Maharashtra, in India, di 4 088 077 abitanti. È situato nella divisione di Nashik e il suo capoluogo è Ahmednagar.